# Garabanes
Garabanes (llamada oficialmente San Pedro de Garabás) es una parroquia y un lugar del municipio español de Maside, en la provincia de Orense, Galicia.

## Toponimia
La parroquia también es conocida por el nombre de San Pedro de Garabanes.

## Organización territorial
La parroquia está formada por catorce entidades de población:
- Bolo (O Bolo)
- Bouzas
- Canedo
- Carreira (A Carreira)
- Costanza
- Eirexa (A Eirexa)
- Faquín
- Garabás
- Lamasaída (A Lamasaída)
- Mundín
- Pena de Abaixo (A Pena de Abaixo)
- Pena de Arriba (A Pena de Arriba)
- Requeixo
- Sueirexa

## Demografía

### Parroquia
| Gráfica de evolución demográfica de Garabanes (parroquia) entre 2000 y 2022 |
|                                                                             |
| Datos según el nomenclátor publicado por el INE.                            |

### Lugar
| Gráfica de evolución demográfica de Garabás (lugar) entre 2000 y 2022 |
|                                                                       |
| Datos según el nomenclátor publicado por el INE.                      |